# 外地人
外乡人、外地人、外省人、外來人，相對於“本地人”的稱呼，籠統而言屬於概念模糊的中文詞語，屬於按照中國國家省份地域對人群模糊性歸類，可以指本人非本省出生、本人先輩非本省出生、本人成長或長期居住非本省或者本人户籍所在地非本省等条件來歸類，依照自身和周圍人的主觀願望而定，屬於人際關係的範疇。由于城市的流动人口非常多，因此外地人一词较多出现在城市人口中。外地人又因为当地的政策，有时成为区别身份地位及福利待遇的代名词。一般來說，經常說着「外地人」的地方都或多或少地帶有地方主義，而且這些地方通常是經濟比較發達，人口素質高，因此本地人與外地人形成鮮明對比。
在中國大陸，本省人對於來自其他省份的人的都可稱为外省人。

## 各地對外地人稱呼及社會問題

### 廣東
过去在广东的部分粤语区（如广州），本地居民对广东以外的大陆人的称呼是「外江佬」。虽然在本地居民看来这是一种中立的称呼，但广东的外省移民并不都欢迎这个称呼，現在已經幾乎沒有人用。而一般對陌生人都叫做外來人、外地人。而鄉下佬、扑佬則是稱未見過大場面的土包，隨著廣東城市化，這些詞是專指外省「民工」。
除此之外, 本地居民（常见于粤语区）对外省人还有「撈鬆」等称谓。据说是因為解放军南下广东时以山东等地兵源为主，大兵们与当地人打招呼喜欢以普通話「老兄」来称谓。听不懂国语的廣東人后来就都称外省人为“撈鬆”。

### 香港
香港人大多數都是1945年因國共內戰而逃難到香港的人。1945年人口只得50萬，1950年後英國與中國大陸達成協議，從此偷渡來香港的人以鄰近的粵語區為主，人口由1950年的220萬以每十年上升100萬的速度上升到1980年的510萬。1990年前，香港人普遍叫來港不足10年的人做「大陸人」或「大陸仔」。香港現今已很少人會用「撈鬆」一詞。香港老一輩仍然有稱外省人為「撈鬆」(粵拼︰laau1 sung1，意即「老兄」)、「外江佬」等中性字眼，卻沒有「撈頭」等新興國內詞彙。貶義的稱呼則有「大陸厘」。
在某些塲合，或者在Facebook，有些香港人會把來自中國大陸的居民稱為極有眨義的字眼如「蝗蟲」，「支那人」等。 
對外國人，西人稱「鬼佬」、「鬼婆」、「鬼仔」、「鬼妹」，日本人稱「㗎仔」、「㗎妹」，南亞印巴人稱「阿差」、「阿星」。

### 福建
自改革开放之后，越来越多的外省人流入福建來打工，其中以四川人、貴州人居多。
或
在福州的本地居民幾乎称呼所有非福州籍的所有省份城市來福州打工的外地人均稱呼為「北囝」、「两个声」、「外江儂」或「◯◯囝」。在本地居民看来这是一种中立的称呼，至今老福州人還在使用這些詞彙稱呼所有非福州籍的所有省份城市來福州打工的外地人。在閩都地區（包括馬祖列島），对居住于十邑地区，但祖籍非福州、没有本地化的人群的稱呼為：「两个声」。在马祖地区老一辈会用「两个声」指外地人，在早期驻军时代，对外地来当兵的阿兵哥通常以此称之。
在下南一帶的泉州、漳州、廈門對幾乎称呼所有非下南人的所有省份城市的外地人一般稱呼為「北仔」、「阿北」、「阿北仔」、「北贡」。起初是没有什么贬意，是对于由北方人来閩南打工人的一个统称。但是由於很多北方人特别是男性名声不好，導致從一個普通的中性詞轉變成對非下南人的所有省份城市的外地人貶義的稱呼。

### 台灣
國民黨遷台之前，台灣本地人稱中國來的人為唐山人。國民黨於1950年代開始區分外省人、本省人。此稱呼帶有政治意味，使用範圍不限城市，在台灣南部鄉村使用亦非常普遍。現時日常交談中，除政治上會以外省人來區分，一般人已經較少在公開場合講外省人、本省人。

### 上海及江南地区
上海非省，本屬江蘇省，因此直接稱外省人为“外地人”。“鄉下人”略带贬义，用来形容某人（这个人可以是上海人，也可以是外地人）不懂某情形下的默认行为处事的方法。这本身没有地域歧视的含义。如果在上海的举止粗鲁、不文明，则会引起别人的不满，可能会被人用上海话说“鄉下人”来形容。
苏浙沪一帶的人稱江苏省長江以北操江淮官话（当地称“苏北话”或“江北话”）的人為“江北人”。江北地区生活相对贫穷，以前从江北到上海寻生计的人，相比于从江南地区到上海寻生计的人，往往更会从事比较低下的工作甚至违法之事，所以很多江南人看不起江北人、甚至出生成长在上海的江北人后代（父母均为江北人的称“全钢（江）”，一方为江北人的称“半钢（江）”）。目前，中国大陸改革开放的进程日益加速，江南人（上海苏南浙江）对于苏北人的歧视逐渐转变为对中国大陸不发达地区的普遍歧视问题，这也将成为中国大陸发展的重要隐患。

### 四川
- “下江人”是四川人，尤其是重庆一带对川外长江下游一带外省人的称呼，是对湖北、湖南、江西、安徽、江苏（包括原属江苏的上海）乃至浙江、福建各省人的统称。

下江人不見得都指長江下游的外省人，由于抗战和民国初期，长江下游江苏、安徽、河南、上海一带战乱不断，大批难民涌入四川，常常因为没有财力，加上语言不通，只有从事下等劳动。“下江人”在當時僅為对从事下等劳动的外地人的一種蔑稱，例如昔日西康省較四川省更為上游，仍稱為下江人。
- “广广”也是四川地区对外省人的一种称呼，本意指湖广填四川时期湖廣（湖南、湖北）、兩廣（廣東、廣西）这两广地区大量涌入的外省人，由于语言不通，常常受到本地人欺负。延伸意思则是所有外省人、陌生人，为中性词。日常用语中有“麻广广”、“嚯广广”的说法，意指欺负、骗不懂（或语言不通）的人（带有开玩笑的意味）。

### 北京
一些因大量外地人涌入北京造成的道路拥堵、空气质量下降、公交拥挤、医院爆满、农民工随迁子女高考等问题而对外地人不满的北京人会称呼外地人为外地屄、王德彪（外地屄三个字汉语拼音首字母WDB引申）或臭外地，有时北京人和外地人甚至会发生言语等激烈冲突。

## 其他
由於外地人一般都是從其他相對落後的地區過來城市打工謀生的，由於這些人本身受教育程度低，生存技能差，加上地域性文化的差異，造成這些人某些文明素質偏低，並且無法找到合適和體面的工作，只能從事重體力勞動或者灰色地帶的工作（如性工作者），甚至走上犯罪的道路。因此外地人常常受到本地人的排斥和蔑視。
另外由於目前中國大陸戶籍制度的限制，外地人（以農民為主）很難在城市落戶生根，不能享受和本地人（城市居民）相同的社會福利（如醫療和教育等），更加造成了某種對立。

## 相關
| - 鬼佬 - 新移民 - 文化差異 - 地域歧视 - 中国大陆的性服务业 | - 外籍勞工 - 民工 - 外来移民 - 中港矛盾 - 蝗蟲論 | - 台灣新住民 - 上海外来人口问题 |